# Parasarcophaga spinipenis
Parasarcophaga spinipenis är en tvåvingeart som beskrevs av Shinonaga och Tumrasvin 1979. Parasarcophaga spinipenis ingår i släktet Parasarcophaga och familjen köttflugor.
Artens utbredningsområde är Thailand. Inga underarter finns listade i Catalogue of Life.